# Tulpenkegelschnecke
Die Tulpenkegelschnecke (Conus tulipa) ist eine Schnecke aus der Familie der Kegelschnecken (Gattung Conus), die im Indopazifik lebt.

## Merkmale
Der Körperumgang des Schneckenhauses von Conus tulipa ist eiförmig bis zylindrisch und konvex, zum Kopfende konkav (verjüngt in Form einer Spindel). Bei ausgewachsenen Schnecken erreicht das Haus eine Länge von 5,0 bis 9,5 cm. Die Grundfarbe des Gehäuses ist bläulich grau, blau oder rosa durchflutet. Die Oberfläche des Körperumganges hat rötlich braune Flecken, die oft zu einem unterbrochenen Spiralband verbunden sind. Sie ist von spiralig verlaufenden Reihen brauner und schwarzer Flecken und Striche überzogen. Die Windungsumgänge sind rot mit brauner Naht. Das Gewinde bildet einen flachen Kegel, der leicht konkav sein kann. Das Periostracum ist gelblich braun, recht dünn und kann durchscheinend sein.
Die weiße Oberseite des Fußes ist dicht mit braunen Radialstreifen und Flecken gesprenkelt, besonders dicht am Rand. Das beigefarbene Rostrum ist spärlich hellbraun gefleckt. Die Mundöffnung ist mit einem dichten Kranz von Fortsätzen umgeben. Die Fühler sind weiß und an der Spitze braun, an der Basis braun gesprenkelt. Der Sipho ist grau mit braunen Querreihen aus Streifen, die an der Basis zusammenlaufen, an der Spitze dunkelgrau. Die Fußsohle ist weiß bis beige und spärlich braun gefleckt, versehen mit dunklen Längsstreifen.
Das Rostrum und die Mundöffnung sind in Breite und Länge über die Körperlänge der Schnecke hinaus weit dehnbar.
Die mit einer Giftdrüse verbundenen Radula-Zähne haben an der Spitze zwei gegenüberliegende Widerhaken. Sie sind mit 15 bis 25 Zähnchen vom ersten Widerhaken ein Drittel des Schafts entlang gesägt. An der Basis des Zahns sitzt ein nur sehr schwacher oder überhaupt kein Sporn.

## Verbreitung
Die Tulpenkegelschnecke tritt im Indischen und Pazifischen Ozean von der Küste Ostafrikas zwischen Mosambik und Somalia bis zu den Marshallinseln und Französisch-Polynesien auf.

## Lebensraum
Tulpenkegelschnecken leben in der Gezeitenzone bis 10 Meter Tiefe, an der Küste oder in Korallenriffen auf Sand, oft unter Felsen, auf zerriebenen Korallen unter Tang oder Felsflächen in der Brandung.

## Nahrung
Tulpenkegelschnecken fressen insbesondere Fische, daneben auch Weichtiere. Conus tulipa gilt als Paradebeispiel für „Netz-Jäger“ unter den Kegelschnecken: Trifft die Schnecke auf geeignete Beutefische, die sich ausruhen, entlässt sie zunächst Insulin ins Wasser, durch das die Fische offenbar einen hypoglykämischen Schock erleiden und so ihre Orientierung verlieren. Sodann stülpt sie ihr stark erweitertes Maul ohne vorheriges Zustechen über einen oder auch mehrere Fische und schließt die mit zahlreichen Fortsätzen versehene „falsche Mundöffnung“, so dass die Beute gefangen ist. Erst im Maul werden die erbeuteten Fische hintereinander mit den Radulazähnen gestochen und so durch Gift getötet.

## Bedeutung für den Menschen
Conus tulipa ist auf Grund seiner gemusterten Gehäuse ein beliebtes Sammlerobjekt, so dass der Mensch als ein Hauptfeind gelten kann.
Wie andere Kegelschnecken setzt der Tulpenkegel seine giftige Harpune nicht nur zum Beutefang, sondern auch zur Verteidigung ein. Sein Giftzahn kann Handschuhe und Taucheranzüge durchdringen. Es gibt kein Antidot, so dass eine Behandlung darauf abzielt, den Betroffenen bis zum Abbau der Giftstoffe am Leben zu halten.
Einige Giftstoffe (Conotoxine) von Kegelschnecken haben eine stark analgetische Wirkung und werden deshalb auf medizinische Anwendbarkeit hin untersucht. Eine Gruppe von Conopeptiden (rho-TIA) wurde 2001 in Conus tulipa gefunden. Diese Gruppe von Conopeptiden wirkt auf alpha1-Adrenozeptoren. Conantokin-T ist ein aus Conus tulipa gewonnenes Toxin.